# Panicale (Licciana Nardi)
Panicale (Panigàl nel dialetto della Lunigiana) è una frazione del comune di Licciana Nardi, nella provincia di Massa e Carrara.

## Geografia fisica
La frazione si trova all'interno del Parco Nazionale dell'Appennino Tosco-Emiliano, lungo la via che dalla limitrofa valle del Taverone conduce a Bagnone. L'insediamento sorge, a 286 m s.l.m., sopra uno sperone di roccia, nella parte sommitale della valle del torrente Deglio (Canal dei pomi, nel dialetto locale), a propria volta tributario del torrente Civiglia, affluente di sinistra della Magra, nella quale si getta in località Masero, presso Terrarossa.
Il borgo, da circa un millennio, domina una piccola e stretta valle sulle pendici preappenniniche e guarda ad Occidente sino alla dorsale dell'Alta via dei Monti Liguri ed alla inconfondibile vetta conica del Monte Cornoviglio. Le pendici sulle quali è arroccato recano tuttora i segni di un'antica coltivazione a castagno, olivo e vite, che si è sviluppata con la tecnica locale dei terrazzamenti, introdotta forse in epoca preromana. 
Fu, per alcuni secoli, uno dei borghi più importanti della media Val di Magra; entrò presto in declino per lo sviluppo della vicina Licciana, strategicamente più fortunata, perché posta lungo la Via del Sale, che dal mare portava alla Pianura Padana, attraverso il Passo dell'Abbazia di Linari (oggi Passo del Lagastrello).

## Origini del nome
Come in altri casi, il toponimo "Panicale", nella sua variante settentrionale di "Panigale" (nel dialetto locale, il nome del borgo è Panigàl), deriva probabilmente dal latino panicu(m), a propria volta derivante da panus, "pannocchia"; il suffisso -alis dovrebbe dunque indicare un "luogo seminato a panìco", un cereale povero, simile al miglio.

## Storia

### Età antica
Non vi sono notizie sull'origine antica di Panicale. 
Certamente, l'area fu frequentata sin dall'età protostorica, come testimoniano i frammenti di statua stele rinvenuti, anche di recente, nella limitrofa valle del Taverone.
Altrettanto certamente, l'area fu abitata dai Liguri stanziati "circa Macram" (Tito Livio, Ab Urbe condita, Libro XL, 40-45).
Pur in assenza di indagini archeologiche, lo attestano numerosi riscontri toponomastici, come ad esempio la diffusione in loco dei suffissi –asco/asca (v. Gabanasco, nella valle del Taverone) ed –eglia/eglio (v. Deglio; secondo la tesi più convincente, origine ligure avrebbe anche il nome Venelia - o Veneglia come si trova scritto in alcuni documenti medioevali - con cui venivano identificati la Pieve e l'abitato di Monti di Licciana Nardi) e la presenza, in zona, dei toponimi Debbio/Debbia (che gli studiosi considerano un relitto linguistico ligure e preromano, indicativo di un'area sottoposta a una pratica rudimentale di fertilizzazione del terreno mediante incendio di residui colturali o di vegetazione spontanea) e Castellaro (Castellaro di Comano, Castellaro di Prota, Castellaro di Cisigliana, Castellaro di Licciana, Castellaro di Torre Nocciolo, ecc.).
In particolare, proprio sopra l'abitato di Villa di Panicale, sorge il Castellaro di Monte Sant'Antonio, per il quale sono state fatte notare analogie col sistema di capanne che sfruttano le rocce naturali riscontrato a Pignone, in provincia della Spezia.
Nessuno dei siti, tuttavia, ad oggi, è stato oggetto di campagne di scavo.

### Età medioevale
Il periodo di maggior importanza del Castello di Panicale, paradossalmente, è quello con riferimento al quale si hanno a disposizione minori tracce documentali.
I documenti più risalenti si trovano nel Codice Pelavicino e danno notizia, in massima parte, di atti compiuti alla presenza di rappresentanti della comunità panicalese, a conferma del rilievo da essa assunto nei primi secoli del Basso medioevo (per fare qui un solo esempio, non certo il più importante, il 3 aprile 1184, in San Basilio in Sarzana - l'antica Pieve poi sostituita dalla cattedrale di Santa Maria Assunta, dopo il trasferimento ufficiale della sede vescovile da Luni a Sarzana, nel 1204 -, il vescovo di Luni Pietro concesse l'uso del bosco di Valmaggiore, conteso con la giurisdizione di Fosdinovo, alle genti di Caprognano e Vallecchia, con un atto stipulato alla presenza, tra gli altri, di un certo “Mascarus de Panicale”).
Alcuni hanno voluto vedere il primo riferimento a Panicale addirittura in un atto risalente all'anno 932, contenente una donazione compiuta da Bosone Marchese di Toscana (figlio del Marchese Adalberto I) in favore del Capitolo di Lucca, avente ad oggetto alcuni territori della corte di Massarosa; in tale atto compare anche la menzione di un Panicale, che, secondo altri, coinciderebbe con altro luogo, non identificato, sito in territorio lucense.
La prima notizia certa risale all'anno 1077 ed è contenuta in un diploma con il quale l'imperatore Enrico IV conferma una serie di territori, tra i quali figura "Panigalem cum omni re Guidonis filii Dodonis" agli Obertenghi ed in particolare a Ugo e Folco, figli di Adalberto Azzo II, discendente di Oberto I, capostipite della famiglia obertenga, e ricordato quale conte di Luni nel 1050; in origine, dunque, Panicale costituì uno dei territori confermati alla famiglia obertenga (linea Estense), che nel corso dell'XI secolo avevano acquisito il controllo dei principali passi di transito verso la pianura padana (tra i quali il passo dell'Abbazia di Linari, oggi del Lagastrello, e il passo presso la Corte di Naseta, oggi del Cerreto, a lungo conteso con i Monaci di San Prospero di Reggio Emilia).
Gli Obertenghi-Estensi infeudarono il castello di Panicale ai Bianchi da Moregnano, che dominarono su una parte della Lunigiana (tra cui Panicale, Groppo San Pietro, Crespiano, Cuscugnano ed altre località) all'incirca sino alla fine del XII secolo (i documenti ricordano i signori di Panicale e di Groppo San Pietro, quali vassalli di Adalberto Azzo II e di Folco).
In questo periodo (il più importante dell'intera storia del borgo), Panicale compare in due documenti di rilievo risalenti l'uno al 12 novembre 1104 e l'altro al 10 febbraio 1119, contenenti gli atti con i quali Oddone Bianco di Moregnano ed i suoi figli, ponendo fine a una controversia durata alcuni decenni, rinunciarono ad esercitare diritti signorili sulla Curtis di Naseto, posta sul versante emiliano del passo del Cerreto, riconoscendone la proprietà in capo al monastero di San Prospero di Reggio.
Nel documento del 1104, tra i sottoscrittori dell'atto, compaiono anche i nomi di "Ubaldo ed Artuscio di Panicale"; l'atto di pace del 1119 venne sottoscritto nel castello di Panicale.
I Malaspina subentrarono agli Estensi, quali dòmini dei Bianchi da Moregnano, con ogni probabilità alla fine del XII secolo. In un documento risalente al 25 febbraio 1201, relativo ad un arbitrato tra il vescovo di Luni Gualtiero e Guglielmo Malaspina, si trova una chiara testimonianza del subentro dei Malaspina agli Estensi nel dominio sui feudi dei Bianchi da Moregnano; in tale atto, tra le altre cose, il vescovo si impegnò a non prestare più consiglio né aiuto "a quelli di Moregnano, o di Panicale o di Calice o di Giovagallo" contro il Marchese, certificando il sostanziale riconoscimento dell'autorità dei Malaspina sui vecchi possedimenti dei Bianchi ("ne det consilium vel auxilium illis de Moregnano, vel de Panigale, vel de Calese, vel de Giovagallo contra marchionem, vel ad mallum eius vel morum").
Il passaggio alla sfera d'influenza dei Malaspina può dirsi senz'altro compiuto nel 1275, quando Panicale fu assegnato al Marchese di Olivola e da quest'ultimo ceduto in pegno al Marchese di Villafranca. Non è chiaro, peraltro, se, nel corso del XIV secolo, la signoria dei Malaspina su Panicale fosse esercitata direttamente, o mediante un rapporto di vassallaggio.
Panicale fu formalmente assegnato, il 25 ottobre 1355, a Federico Malaspina, figlio di Obizzino, insieme con Villafranca, Virgoletta, Battalasco, Licciana, Montevignale, Monte Simone, Castevoli, Villa, Brugnato, Stadomelli, Cavanella, Beverone e Suvero e, se si esclude la breve parentesi della conquista genovese, rimase sotto il dominio dei Marchesi di Villafranca sino al 1500.
Da questo momento in poi, la storia di Panicale fu indissolubilmente legata a quella di Licciana. Il ricordo di un'originaria preminenza, peraltro, è all'origine di una rivalità tra i due borghi mai sopita nel corso dei secoli.
La Lunigiana, a partire dal secolo XIV, per la sua posizione strategica di cerniera tra il mare e la pianura Padana, fu oggetto di appetiti e di contese tra le maggiori potenze italiane, che premevano sui confini: prime fra tutte, Milano, Genova e Firenze.
In questo quadro, si collocano senz'altro i fatti che coinvolsero il marchesato di Villafranca e, con esso, il borgo di Panicale.
Che si trattasse di una vendetta privata, di un isolato fatto di sangue, ovvero di un incidente “provocato ad arte” per consentire a Genova di estendere il proprio dominio risalendo la Magra (ipotesi, quest'ultima, di certo più credibile, nel contesto italiano dell'epoca), sta di fatto che, nel 1416, quattordici uomini, su mandato del Marchese di Villafranca Gabriele Malaspina, trassero in agguato e uccisero Oderico Biassa, luogotenente del Vicario della Spezia Alerame Grimaldi, recatosi sul confine del territorio genovese per eseguire la condanna nei confronti di alcuni individui macchiatisi di delitto.
Trattandosi di uccisione di un magistrato della Repubblica, l'occasione non avrebbe potuto essere più ghiotta per espandere il dominio in territorio lunigianese: la reazione del doge Tommaso Fregoso non si fece attendere e, nello stesso anno, il condottiero Battista Fregoso, fratello del doge, invase e sottrasse al Malaspina l'intero territorio del marchesato di Villafranca, tra cui Panicale, che rimase sotto il dominio genovese sino al 1449 (furono sottratti al Malaspina "quindici castella" - ossia Brugnato, Villafranca, Beverone, Stadomelli, Suvero, Rocchetta, Castiglione, Virgoletta, Panicale, Santa Caterina, Licciana, Terrarossa, Montevignale, Calice e Madrignano  - e "rovinatene le fortezze, eccetto quelle di Brugnato, Villafranca, Beverone e Stadomelli, nelle quali lasciò presidio [...]"; dunque, secondo il Branchi, anche la fortezza di Panicale subì gravi danni per effetto della conquista genovese).
Non si conoscono bene le vicende che portarono al ritorno dei Malaspina nel feudo di Villafranca; si sa tuttavia che, perso il territorio, un secondo tentativo di conquista venne compiuto, nel mese di giugno del 1449, da Galeotto Fregoso, su mandato del doge e cugino Lodovico; Galeotto si insediò presso il castello di Virgoletta dal quale governava le operazioni e fu nominato co-signore di Sarzana e signore di Virgoletta, Montevignale, Bastia, Panicale, Licciana (20 dicembre 1449). Il nuovo dominio ebbe tuttavia poca fortuna e Panicale, insieme agli altri castelli, ribellatosi, tornò presto nelle mani dei Malaspina.
Successivamente, Galeotto Fregoso tentò altre due volte di conquistare i castelli di Panicale e di Licciana, nel 1450 e nel 1456; nel primo caso, gli abitanti si affidarono alla protezione di Lionello d'Este, Marchese di Ferrara, che restituì poi il feudo al Marchese Fioramonte Malaspina; nel secondo caso, chiamarono in ausilio il Duca di Milano.
Al termine della sua parabola, nel 1471, Galeotto Fregoso finì assassinato con l'inganno, nel castello di Virgoletta, per mano del Marchese Cristiano Malaspina di Bagnone e di Corrado di Buono di Filattiera, detto il Fantauzzo; il tentativo di rivalsa del fratello Giovanni non ebbe alcun successo e pose termine al tentativo dei Fregoso - nel frattempo divenuti signori di Sarzana - di introdursi nella media Val di Magra.

### Età moderna
Tornato sotto il dominio dei Malaspina, il 22 giugno 1500, Panicale, insieme con Licciana, Monti, Bastia, Montevignale, Terrarossa, Podenzana e Suvero, venne separato dal feudo di Villafranca ed assegnato al Marchese Giovanni Spinetta Malaspina (al fratello Tommaso, vennero assegnati la signoria di Villafranca e le ville o castella di Virgoletta, Castevoli, Villa, Brugnato, Rocchetta, Stadomelli, Beverone e Cavanella).
Durante il marchesato di Giovanni Spinetta, intorno al 1523, nel contesto di una situazione generale di grande instabilità, nella quale sulla Lunigiana si riflettevano le tensioni di conflitti più ampi ed internazionali, Panicale ed il territorio del feudo subirono altresì i saccheggi e le violazioni da parte delle "Bande" di Giovanni de' Medici (e nel 1541 da parte degli Spagnoli).
Dopo la morte di Giovanni Spinetta, si ebbe un'ulteriore suddivisione ad opera dei figli, che si spartirono il feudo paterno originando feudi minori, tra i quali quello di Bastia, quello di Monti e Suvero, quello di Licciana e Panicale e quello di Podenzana. Podenzana andò a Leonardo, Monti fu assegnata a Morello, mentre signore di Licciana e Panicale divenne Jacopo.
Il 30 agosto 1535, dunque, Panicale e Licciana furono separati da Monti e divennero feudo indipendente, assegnato al Marchese Jacopo Malaspina, che - dopo l'investitura ricevuta dall'Imperatore Ferdinando I nel 1549 - governò sino alla morte, avvenuta nel 1573. Il Branchi sostiene che, del nuovo marchesato indipendente, il capoluogo, per breve tempo, fu dapprima Panicale e soltanto in un secondo momento Licciana. Si può ipotizzare che il breve periodo di primato di Panicale coincise proprio con il marchesato di Jacopo Malaspina, che nei propri sigilli si fregiava espressamente del titolo di “Marchese di Panicale”; pare, tuttavia, che, già sotto tale marchesato, intorno alla metà del XVI secolo, il palazzo marchionale fosse abitato dalla famiglia Medici, antica famiglia locale di notai, originaria di Sarzana, insediatasi a Panicale forse nel corso del XV secolo (ciò è attestato anche da un'iscrizione incisa sul grande camino di pietra, posto nella sala principale del palazzo, recente scritto: “ANNIBAL MEDICES 1540 FECIT”).
Alla morte di Iacopo, il feudo passò ai figli Cornelio e Alfonso, i quali furono confermati nell'investitura da parte dell'imperatore Rodolfo II il 17 ottobre 1577.
In quello stesso anno, in data 5 dicembre, i fratelli stipularono un contratto nel quale si stabiliva non solo l'indissolubilità del feudo paterno, ma anche il definitivo abbandono del diritto longobardo tradizionalmente applicato dalla Famiglia Malaspina, che prevedeva la suddivisione ereditaria dei beni e del feudo anche tra i figli cadetti; al suo posto, venne adottato l'istituto del cosiddetto maggiorascato, ossia della successione soltanto in favore della primogenitura. Ciò consentì ai Malaspina di mantenere il dominio sul feudo nel corso dei secoli successivi, senza ulteriori frazionamenti di un territorio già estremamente piccolo.
V'è da dire, peraltro, che, con ogni probabilità, l'autorità sul borgo di Panicale venne progressivamente esercitata dai componenti della famiglia Medici, per conto del Marchese Malaspina, che aveva eletto la sua residenza principale nel castello di Licciana.
Le mire sul feudo di Panicale e Licciana non terminarono e, dopo Genova, fu la volta di Firenze.
Sotto il marchesato di Obizzo II Malaspina, nel 1686, venne stipulato un trattato di accomandigia con il Granduca Cosimo III di Toscana, che premeva per il controllo del territorio del feudo, in ragione della sua posizione strategica lungo la via del passo dell'Abbazia di Linari (oggi del Lagastrello), verso la pianura Padana. Il trattato venne ratificato tramite un compromesso, stipulato il 12 luglio 1691, con il quale Obizzo II, da tempo stabilitosi a Firenze, cedette al Granduca Cosimo III il feudo, in cambio di diritti sulle terre di Certaldo e Lucardo.
La cessione, tuttavia, non andò a buon fine – non solo per il disaccordo della moglie di Obizzo II, Paola Cecchinelli di Sarzana, che reggeva il marchesato in sua assenza – ma anche per l'opposizione degli altri feudatari lunigianesi – e soprattutto del marchese Francesco Antonio Malaspina di Suvero – che vedevano leso il loro diritto di successione, nel caso d'interruzione della linea di discendenza maschile.
Fu proprio Francesco Antonio Malaspina a convincere la moglie di Obizzo II a chiedere l'intervento del Commissario della Repubblica Genovese in Sarzana, che intervenne schierando a Licciana le truppe. L'iniziativa fu però censurata da Genova, che non intendeva scontrarsi apertamente con Firenze.
A quel punto, venuto meno il sostegno di Genova e degli altri feudatari locali, la moglie di Obizzo II si rivolse al Consiglio Aulico Imperiale, per far accertare la validità della cessione del feudo, stipulata dal marito. L'autorità si pronunciò contro il Granduca con una sentenza che proibì al Marchese qualsiasi alienazione o permuta del feudo, conservando il dominio malaspiniano su Panicale e Licciana.
Proprio l'adozione del principio di diritto successorio del maggiorascato, come si è detto, consentì al Marchesato di Panicale e Licciana di giungere sino alla Rivoluzione francese, pur scontando una progressiva marginalizzazione storica, economica e politica, comune a tutto il territorio lunigianese e, soprattutto, al sistema di governo malaspiniano, legato a schemi di tipo feudale progressivamente superati.
Con l'applicazione del decreto Chabot da parte di Napoleone, e con l'annullamento di tutti i diritti feudali, nel 1797, finì la vicenda storica del feudo di Panicale e Licciana. L'ultimo feudatario fu il Marchese Alfonso Malaspina. Panicale, con tutti i territori limitrofi entrò a far parte della Repubblica Cisalpina, prima, ed al Regno d'Italia, poi, finendo annesso all'Impero francese: Panicale e Licciana entrarono a far parte del Dipartimento degli Appennini, che ebbe come capoluogo Chiavari e come sottoprefetture Pontremoli e Sarzana; la nuova circoscrizione amministrativa durò sino alla caduta di Napoleone, nel 1814.
Durante il regime feudale malaspiniano, sino al 1797, le istituzioni in vigore nel territorio di Panicale e Licciana furono sostanzialmente ancora quelle contenute negli antichi Statuti promulgati nel 1304 a Villafranca (gli statuti di Villafranca, prototipo di tutti gli statuti malaspiniani, non sono prevenuti a noi in originale o in trascrizioni sicure; il tentativo di ricostruzione è stato effettuato partendo dagli statuti di Cariseto e di Bolano).
I regolamenti statutari prevedevano che le varie ville fossero rappresentate da un console e da consiglieri, la cui carica durava un anno. Al termine dell'incarico il Console nominava tre “probi uomini” che concorrevano a scegliere il nuovo console e il massaro (o borsiero), quest'ultimo con funzioni di cassiere e di conservatore delle borse contenenti i nomi degli eleggibili. Oltre a regolare le funzioni degli officiali comunitativi, gli Statuti raccoglievano l'insieme delle norme e definivano le magistrature giudiziarie, tutte di nomina marchionale, riservando al marchese la carica di giudice d'appello. Il podestà, ovvero l'auditore del marchese, affiancati da un notaro e da un cancelliere, giudicavano le cause di prima istanza sulla base delle norme raccolte negli Statuti e, in assenza di queste, del diritto romano. Nominati dal marchese erano anche il cursore (o corriero), e la guardia delle carceri (o sbiro).
Non esistevano tassazioni dirette; il Marchese riceveva dai sudditi "avarie" e prestazioni varie, mentre riconoscevano alle comunità privative, dogane ed altri diritti. In particolare, nel feudo di Panicale e Licciana, i marchesi Malaspina godevano del reddito dei molini, mentre alla comunità spettavano i capitoli di censo e terreni ed i redditi derivanti dagli appalti su macello, osterie e tabacco.
Il Congresso di Vienna (1814-1815) assegnò una parte dei territori, tra cui Panicale, al Ducato di Modena e tale assegnazione venne poi confermata dal Trattato di Firenze del 28 novembre 1844, che chiudeva definitivamente il periodo napoleonico e divideva il territorio della Lunigiana storica in partes tres: una Lunigiana assegnata al ducato di Parma, con Pontremoli e Bagnone, una Lunigiana assegnata al ducato di Modena, con Fivizzano, Aulla, Licciana e Panicale, Massa e Carrara; una Lunigiana assegnata al Regno di Sardegna, con La Spezia, Sarzana e la Val di Vara.
Nel 1848, le fiamme divampate in tutta Europa non risparmiarono neppure quest'area, ove scoppiarono profonde tensioni “risorgimentali” tra Modena, Firenze ed il Regno di Sardegna ("Moti di Lunigiana"). Localmente, si fronteggiarono un partito favorevole all'annessione alla Toscana ed un partito filo-sabaudo, guidato dallo spezzino Giulio Rezasco (1813-1894), favorevole all'annessione al Regno di Sardegna. Se a Licciana fu maggioritario il partito filo-toscano, a Panicale brillarono sentimenti filo-sabaudi, anche per motivi di mai sopita rivalsa storica verso il capoluogo locale. Fra gli esponenti del partito panicalese favorevoli all'annessione al Regno di Sardegna si distinse un prelato, don Lazzaro Giannotti, parroco di Panicale, che la sera del 29 aprile 1848 accese un "gran fuoco" sulla collina sovrastante Licciana, innalzandovi una bandiera tricolore sabauda. Al partito filo-toscano aderì invece la famiglia Medici e forse risale a quel periodo - e dunque a motivi squisitamente politici - il "vezzo" di associare il casato ai Medici di Firenze (nel soffitto un tempo esistente nel salone centrale del palazzo marchionale, era presente un affresco, risalente proprio all'Ottocento, che riproduceva lo stemma mediceo fiorentino).
Nel 1859, alle soglie dell'Unità d'Italia, Panicale entrò nella neocostituita provincia di Massa Carrara, finendo, al pari di tutti i territori della medio-alta Val di Magra, nella regione Toscana.

## Monumenti e luoghi d'interesse
Al borgo si accede attraverso una porta di accesso a doppio arco romanico a tutto sesto, risalente ai secoli XIII-XV. Alla porta d'accesso, in origine, si giungeva attraverso un piccolo ponte che superava un lieve declivio, colmato alcuni decenni addietro per far posto ad un'area utilizzata a parcheggio dai residenti (ancora oggi, quest'area viene identificata dai locali con il nome de "il Ponte").
Superata la porta di accesso, si entra nella piazza principale del paese, che ha forma irregolare. La pavimentazione, un tempo, era composta da acciottolato d'origine fluviale; oggi è stata sostituita con una base di cemento misto a ghiaia.
A sinistra della piazza, si affaccia il palazzo marchionale, frutto della trasformazione del vecchio maniero a residenza gentilizia intorno al XV secolo. La facciata del palazzo presenta, al piano secondo, quattro ampie bifore tardogotiche, in arenaria decorata con figure fitomorfe, e due grandi finestre ad arco a sesto acuto. Al primo piano, sono presenti un portale alla sommità di una piccola scala (probabilmente l'originaria porta di accesso del palazzo) e una finestra, entrambi in pietra arenaria locale, risalenti anch'essi al XV secolo.
Sempre a sinistra della piazza centrale, il palazzo signorile prosegue con un ampio giardino sopraelevato, ove è possibile identificare alcuni resti dell'originaria struttura militare del castello, tra i quali il rudere di una torre a forma quadrangolare, che la tradizione locale identifica con il mastio dell'originario maniero.
Si può pensare che il castello, il cui primo insediamento era senz'altro presente nei primi decenni successivi all'anno Mille, si sviluppasse più o meno a ridosso dell'odierno giardino del palazzo signorile, nella parte più alta del borgo, in corrispondenza di uno sperone roccioso che emerge in vari punti dell'abitato; in un secondo momento, a cavallo dei secoli XIII-XIV, la struttura difensiva si sarebbe ampliata e sviluppata sino a comprendere il perimetro dell'odierna piazza centrale e sarebbe stata dotata della porta attraverso la quale ancor oggi si accede al borgo.
Si tratta, tuttavia, allo stato, di una mera ipotesi suggestiva, perché l'area del castello non è mai stata oggetto di una seria indagine ricostruttiva delle varie sedimentazioni che si sono susseguite nel corso dei secoli.
La piazza è circondata da una corona di abitazioni probabilmente costruite sui resti delle mura perimetrali del castello due-trecentesco; il palazzotto antistante alla facciata del palazzo marchionale è il risultato di un assai infelice rimaneggiamento compiuto negli anni sessanta del secolo scorso; la struttura, originariamente più bassa, era abbellita da una piccola bifora tardogotica e da altre finestre in arenaria, delle quali si è persa ogni traccia (anche se non è da escludere che parti di esse siano state reimpiegate nei lavori di ristrutturazione del muro sommitale del giardino del castello).
Tra il palazzo marchionale ed il giardino, attraverso un'ampia volta, si accede alla via che, lungo un percorso circolare, rientra nella piazza centrale ad oriente, chiudendo ad anello il borgo.
La via circolare, a metà percorso, incrocia un'ulteriore via che conduce sino all'estremità occidentale del paese, attraverso la quale si accede ai terrazzamenti ed alle piane un tempo coltivate ed oggi in stato di sostanziale abbandono.
Lungo il percorso delle due vie, si incontrano alcune abitazioni di pregevole fattura, con finestre e portali in arenaria, e una bella casa torre, risalente all'incirca al XV secolo che, nonostante i rimaneggiamenti, conserva ancora ben visibile la struttura originaria. In questa casa torre, secondo un'indagine recente, visse il poeta cinquecentesco Bonaventura Peccini.
Lungo il paese, sono ancora visibili alcune tracce di mura difensive, oggi trasformate in sostegno per orti e giardini, nonché, parzialmente inglobata in una casa posta nella parte estrema del borgo ad occidente, una torre circolare facente parte della cinta originaria a difesa dell'abitato.
Secondo quanto riferisce uno studio recente, alcuni decenni addietro erano ancora visibili tracce di altre due torri: l'una, sovrastante l'arco di accesso al borgo, crollata a seguito del terremoto del 1920; l'altra, oggi distrutta, le cui fondazioni sarebbero state coperte, negli anni settanta del secolo scorso, da uno strato di cemento per la creazione di un passo carraio.
- La porta d'ingresso al borgo. Costituita da un arco a tutto sesto di pregevole fattura, posto in prossimità del palazzo marchionale. L'ingresso originariamente era aggettante sulla cinta muraria medioevale del borgo, come dimostra la presenza di una feritoia tamponata rivolta in direzione sud. La struttura presenta ancora due feritoie aperte, con alloggiamento per l'arciere/balestriere, sormontato da un sistema statico costituito da lastre inclinate a due falde. È stato fatto notare che la struttura difensiva che ospita l'arco a tutto sesto d'ingresso è stata aggiunta a una precedente porta medioevale, forse con arco gotico, facente parte dell'originario circuito murario risalente ai secoli XIII-XIV. Infatti, dopo essere entrati nella prima porta, si possono scorgere i resti di una seconda, privata del suo arco originario (crollato a seguito del terremoto del 1920) ed inserita in una muratura contraddistinta da un paramento murario risalente, presumibilmente, al secolo XIV[26].

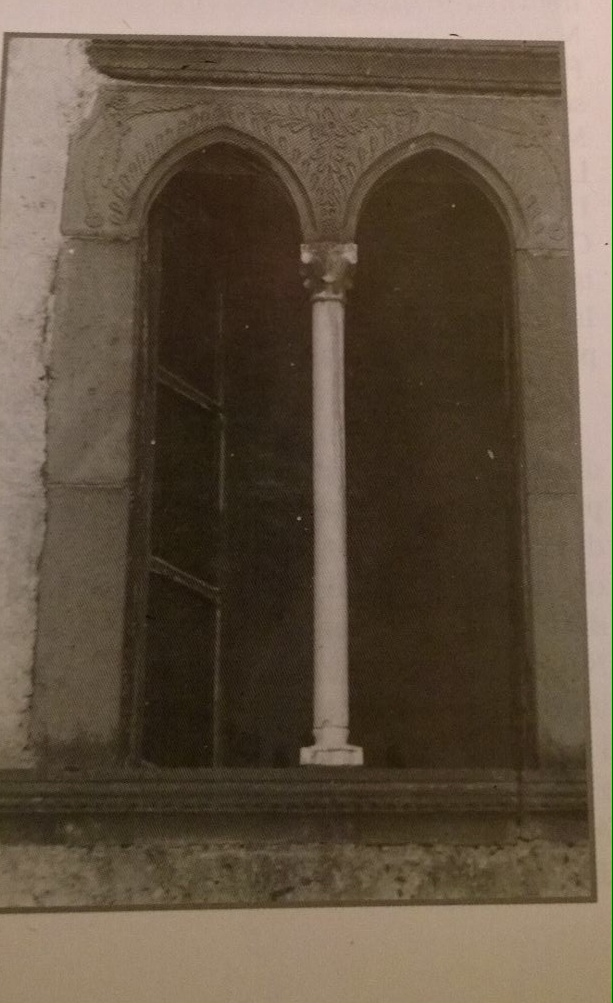
Palazzo marchionale. Particolare di una delle bifore in arenaria, decorate con motivi fitomorfi.

- Palazzo marchionale. Particolare di una delle bifore in arenaria, decorate con motivi fitomorfi.Palazzo marchionale. Ampio edificio tardomedioevale costruito sull'antico castello e frutto della trasformazione, nel corso del XV secolo, di un preesistente "castrum" risalente almeno al XI secolo. Sulla piazza principale, si affaccia il prospetto principale dell'edificio, che conserva l'accesso originario, sormontato da un portale in arenaria sorretto da mensole, quattro ampie bifore di pregevole fattura, decorate con motivi fitomorfi, e due finestre tardogotiche, con arco a sesto acuto. Nel giardino dell'edificio sono evidenti alcune tracce del preesistente castello, tra cui i resti di una torre quadrilatera, forse il mastio. Su di un lato del basamento, si è conservato un piccolo tratto di paramento murario realizzato da conci di alberese, ben riquadrati e disposti in modo da creare delle riseghe secondo le tecniche murare adoperate nei secoli XII-XIII[27]. All'interno dell'edificio, al piano primo è presente un bel camino di pietra, realizzato su iniziativa di Annibale Medici e datato 1540. Al secondo piano, sono presenti stanze con volte a crociera, risalenti al secolo XV. Il palazzo ha subito alcuni importanti rimaneggiamenti nell'Ottocento, quando è stata aperta, nella facciata tardomedioevale, l'attuale porta d'ingresso dell'edificio.

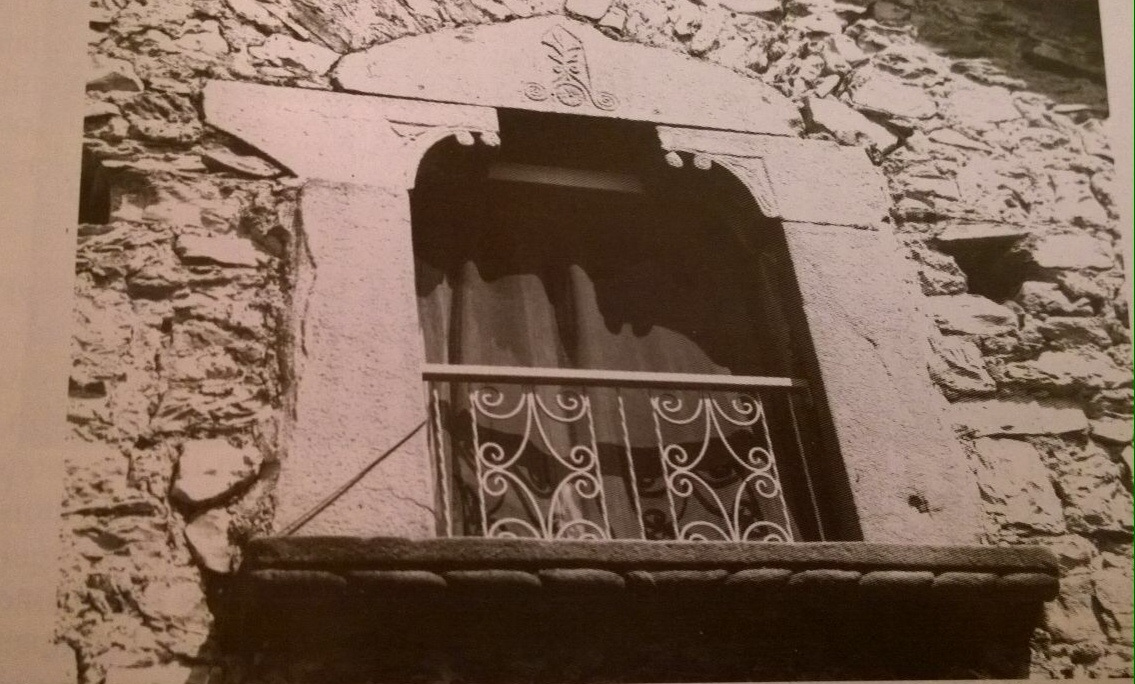
Casa torre. Particolare di una delle finestre della facciata.

- Casa torre. Particolare di una delle finestre della facciata.Casa torre. Si tratta di un edificio risalente ai secoli XV-XVI, avente forma rettangolare e fornito, un tempo, di accesso ad un piano rialzato, secondo i criteri difensivi adottati nelle case torre medioevali. L'edificio è disposto su quattro livelli; nella facciata principale, sulla quale sono visibili cinque aperture coronate da portali in arenaria, di buona fattura, che sorreggono gli architravi tramite mensole decorate in arenaria. La casa torre è tuttora in buone condizioni di conservazione, anche se la facciata principale risulta alterata da un passaggio aereo di collegamento con lo stabile di fronte[28]. Secondo uno studio recente, nella casa torre, visse, a cavallo tra il XVI ed il XVII secolo, il poeta Bonaventura Peccini, detto "Il Panicalese"[29].
- Chiesa parrocchiale di San Biagio vescovo e martire. Sorge nella parte antistante al borgo, ad oriente, ed è dedicata a San Biagio vescovo e martire, di cui forse conservava una reliquia. La prima notizia risale alle decime bonifaciane del 1296, ove si parla di unn "Cappella di Panicale". La chiesa, storicamente facente parte della Diocesi di Luni-Sarzana, era soggetta alla giurisdizione della Pieve di Venelia (o Veneglia). La forma attuale risale al XVI secolo. Prima, probabilmente più piccola, era rivolta in altra direzione e la parte più antica è quella che attualmente comprende l'altare maggiore, il coro, i primi due altari laterali, la sacrestia e la vecchia cappella mortuaria, ora locale di sgombero. Il campanile, viceversa, è più recente e la sua sommità è stata abbattuta da un fulmine, nella seconda metà del XIX secolo. La parrocchiale vantava, oltre all'altare maggiore (cui fu associato per diverso tempo il beneficio di San Remigio), anche sei altari laterali (il primo a sinistra partendo dal maggiore, dedicato al Santissimo Sacramento ed alla Confraternita omonima; il primo a destra alla Madonna dell'Orto ed apparteneva alla Confraternita dei Disciplinati o delle cappe bianche; il secondo a sinistra era dedicato al Santo Rosario ed era amministrato dalla Confraternita omonima; il secondo a destra era dedicato a San Bernardino ed apparteneva al giuspatronato della famiglia Medici; il terzo a sinistra, ora demolito, era dedicato a Santa Caterina e San Remigio ed appartenne al giuspatronato della famiglia Dallo, poi Bianchi di Pastina ed infine Scusa; fra i cappellani, vi fu anche Bonaventura Peccini; il terzo a destra era dedicato a san Martino)[30]. La chiesa, nel corso dei secoli, fu violata più volte. Nel 1523 fu violata dalle soldataglie di Giovanni dalle Bande Nere. Un documento del 12 aprile 1541, conservato presso la Biblioteca vescovile di Sarzana, riporta la supplica di Lucrezia Malaspina, consorte del Marchese Jacopo Malaspina di Panicale, affinché la chiesa, violata dagli Spagnoli, fosse riconsacrata dal vescovo diocesano[31].
- Oratorio della Beata Vergine del Corso. Attualmente, è il Santuario della valle del Taverone. Originariamente, era una piccola cappella campestre con una maestà, dedicata alla Madonna del Corso (il Corso era un lungo sentiero sterrato che, da Panicale, portava al castello di Monti, passando per Montevignale). Nel 1674, fu trasformata in oratorio coperto e dedicato alla Madonna di Loreto. L'interno è a navata unica; oltre all'altare maggiore, vi sono due altari laterali, uno dedicato a San Giuseppe, l'altro al Mistero della Santa Croce[32]. La leggenda, narrata dal Rettore Paolo Brunelli, narra che "Alla porta della Chiesa, dove era la strada pubblica, eravi una piccola maestà con un'immagine della Beata Vergine di Loreto venerata dalli devoti che ivi passavano. Accadde che una sera all'imbrunire della notte, vi passò un certo Cesare Mariotti di Licciana, Podestà del Feudo [...] e si pose in ginocchio davanti alla detta immagine a fare orazione. Vi fu sparato un colpo di archibugio carico a palla, la quale non fece altro che abbruciargli nelle spalle il vestito e poi cadde in terra. Per questo gran miracolo si risolse il parroco coi suoi parrocchiani a far fabbricare una picciola chiesa, come infatti fece ed in poco tempo la terminarono"[33].
- Torre di Montevignale. Sorge su una modesta altura, raggiungibile da Panicale attraverso il sentiero sterrato chiamato localmente "il Corso"; è costituito dai resti di un incastellamento risalente al XIII secolo, del quale rimangono una torre a pianta circolare, del diametro di 4 metri, e pochi resti delle mura perimetrali dell'edificio. Svolse, nei secoli, una funzione militare di avvistamento, per la sua collocazione strategica sul displuvio tra le valli del Taverone e del torrente Civiglia[34].

## Cultura

### Tradizioni e folclore
La festa principale si svolgeva il 2 e 3 febbraio e coincideva con la ricorrenza di San Biagio, patrono di Panicale.
Attualmente, l'unica festa di una certa importanza, anche per le valli limitrofe, è dedicata alla Madonna di Loreto, in occasione della quale si svolge un raduno degli aviatori, che hanno eletto la predetta a loro protettrice. La festa si svolge la prima domenica di giugno, in continuità storica con una delle principali ricorrenze religiose del borgo, nella quale veniva condotta in solenne processione la Beata Vergine del Corso.